# Hieronim (Crețu)
Hieronim, imię świeckie Ion Crețu (ur. 21 listopada 1959 w Brăiești) – rumuński biskup prawosławny.

## Życiorys
Absolwent Instytutu Teologicznego Uniwersytetu w Bukareszcie. 2 stycznia 1987 złożył wieczyste śluby mnisze w monasterze Bistrița. W tym samym roku przyjął kolejno święcenia diakońskie i kapłańskie. Od 1988 służył w patriarszym soborze Świętych Konstantyna i Heleny w Bukareszcie i kierował centralną biblioteką Patriarchatu Rumuńskiego. 2 marca 1990 otrzymał godność eklezjarchy katedry patriarszej, a 25 grudnia 1990 – protosyngla. W 1994 został mianowany archimandrytą.
Nominację biskupią otrzymał na posiedzeniu Świętego Synodu Rumuńskiego Kościoła Prawosławnego 29 listopada 2009.
Jego chirotonia biskupia odbyła się 29 maja 2014 w patriarszym soborze Świętych Konstantyna i Heleny w Bukareszcie.